# Val de San Vicente
Val de San Vicente is een gemeente in de Spaanse provincie Cantabrië in de regio Cantabrië met een oppervlakte van 51 km². Val de San Vicente telt 2.763 inwoners (1 januari 2016).

## Demografische ontwikkeling
Bron: INE; 1857-2011: volkstellingen